# Brief Nocturnes and Dreamless Sleep
Brief Nocturnes and Dreamless Sleep je jedenácté studiové album americké progresivní rockové skupiny Spock's Beard. Vydáno bylo dne 2. dubna 2013 společností Inside Out Music a jeho producenty byli Rich Mouser, Alan Morse a John Boegehold. Jde o první album kapely, které vyšlo po odchodu původního člena, bubeníka Nicka D'Virgilia. Ten v posledních letech v kapele také zpíval, takže kromě nového bubeníka (Jimmy Keegan) se na desce podílel také nový zpěvák Ted Leonard. Na desku přispěl také dřívější člen kapely Neal Morse. Album se umístilo na 47. příčce hitparády Top Heatseekers. Albu se dostalo pozitivní odezvy od kritiků, například od časopisu Classic Rock.

## Seznam skladeb
1. Hiding Out (Ted Leonard) – 7:13
2. I Know Your Secret (Dave Meros, John Boegehold) – 7:40
3. A Treasure Abandoned (Boegehold, Alan Morse) – 8:53
4. Submerged (Leonard) – 4:57
5. Afterthoughts (A. Morse, Neal Morse, Leonard) – 6:08
6. Something Very Strange (Boegehold) – 8:23
7. Waiting for Me (A. Morse, N. Morse) – 12:36

Bonusy
1. The Man You're Afraid You Are (A. Morse, Stan Ausmus) – 7:11
2. Down a Burning Road (Boegehold, A. Morse) – 6:51
3. Wish I Were Here (A. Morse) – 6:33
4. Something Very Strange [remix] (Boegehold) – 5:09
5. Postcards from Perdition (Boegehold) – 4:27

## Obsazení
Spock's Beard
- Ted Leonard – zpěv, kytara, doprovodné vokály
- Alan Morse – kytara, doprovodné vokály, pedálová steel kytara, lap steel kytara, mandolína, autoharfa
- Ryo Okumoto – varhany, mellotron, klavír, syntezátory, clavinet, vokodér
- Dave Meros – baskytara, doprovodné vokály
- Jimmy Keegan – bicí, perkuse, tympány, doprovodné vokály

Ostatní hudebníci
- Stan Ausmus – kytara
- John Boegehold – vokodér
- Craig Eastman – housle, viola, niněra
- Neal Morse – kytara